# Assist leader stagionali della NBA
Questa voce raccoglie la lista degli assist-leader stagionali della NBA.
Il riconoscimento di miglior assistman, assegnato al giocatore che alla fine della stagione regola ottiene la migliore media-assist a partita (abbreviata in inglese con l'acronimo "APG": assists per game), venne istituito nella stagione 1946-1947.
Prima della stagione 1968-1969 il titolo veniva attribuito a chi realizzava il maggior numero di assist nella stagione regolare, da quell'anno invece venne assegnato a chi aveva la più alta media di assist per partita.
Perché un assist sia conteggiato come tale il giocatore deve aver giocato almeno 70 partite o aver fatto registrare almeno 400 assist. Tali criteri sono stati adottati a partire dalla stagione 1974-1975; in precedenza, al variare del numero di partite annuali in calendario, i criteri variarono più volte.

## Elenco vincitori
| * | Membro del Naismith Memorial Basketball Hall of Fame |

| Stagione  | Giocatore              | Pos. | Squadra                         | Partite | Assist | APG   | Note          |
| --------- | ---------------------- | ---- | ------------------------------- | ------- | ------ | ----- | ------------- |
| 1946-1947 | Ernie Calverley        | P    | Providence Steamrollers         | 59      | 202    | 3,42  | [ 3 ] [ 4 ]   |
| 1947-1948 | Howie Dallmar          | A    | Philadelphia Warriors           | 48      | 120    | 2,50  | [ 4 ] [ 6 ]   |
| 1948-1949 | Bob Davies*            | P    | Rochester Royals                | 60      | 321    | 5,35  | [ 7 ] [ 8 ]   |
| 1949-1950 | Dick McGuire*          | G    | New York Knicks                 | 68      | 386    | 5,68  | [ 10 ] [ 11 ] |
| 1950-1951 | Andy Phillip*          | G    | Philadelphia Warriors           | 66      | 414    | 6,27  | [ 11 ] [ 12 ] |
| 1951-1952 | Andy Phillip* (2)      | G    | Philadelphia Warriors           | 66      | 539    | 8,17  | [ 11 ] [ 13 ] |
| 1952-1953 | Bob Cousy*             | P    | Boston Celtics                  | 71      | 547    | 7,70  | [ 14 ] [ 15 ] |
| 1953-1954 | Bob Cousy* (2)         | P    | Boston Celtics                  | 72      | 518    | 7,19  | [ 15 ] [ 16 ] |
| 1954-1955 | Bob Cousy* (3)         | P    | Boston Celtics                  | 71      | 557    | 7,85  | [ 15 ] [ 17 ] |
| 1955-1956 | Bob Cousy* (4)         | P    | Boston Celtics                  | 72      | 642    | 8,92  | [ 15 ] [ 18 ] |
| 1956-1957 | Bob Cousy* (5)         | P    | Boston Celtics                  | 64      | 478    | 7,47  | [ 15 ] [ 19 ] |
| 1957-1958 | Bob Cousy* (6)         | P    | Boston Celtics                  | 65      | 463    | 7,12  | [ 15 ] [ 20 ] |
| 1958-1959 | Bob Cousy* (7)         | P    | Boston Celtics                  | 65      | 557    | 8,57  | [ 15 ] [ 21 ] |
| 1959-1960 | Bob Cousy* (8)         | P    | Boston Celtics                  | 75      | 715    | 9,53  | [ 15 ] [ 22 ] |
| 1960-1961 | Oscar Robertson*       | P/G  | Cincinnati Royals               | 71      | 690    | 9,72  | [ 23 ] [ 24 ] |
| 1961-1962 | Oscar Robertson* (2)   | P/G  | Cincinnati Royals               | 79      | 899    | 11,38 | [ 24 ] [ 25 ] |
| 1962-1963 | Guy Rodgers            | P    | San Francisco Warriors          | 79      | 825    | 10,44 | [ 26 ] [ 27 ] |
| 1963-1964 | Oscar Robertson* (3)   | P/G  | Cincinnati Royals               | 79      | 868    | 10,99 | [ 24 ] [ 28 ] |
| 1964-1965 | Oscar Robertson* (4)   | P/G  | Cincinnati Royals               | 75      | 861    | 11,48 | [ 24 ] [ 29 ] |
| 1965-1966 | Oscar Robertson* (5)   | P/G  | Cincinnati Royals               | 76      | 847    | 11,14 | [ 24 ] [ 30 ] |
| 1966-1967 | Guy Rodgers (2)        | P    | Chicago Bulls                   | 81      | 908    | 11,21 | [ 27 ] [ 31 ] |
| 1967-1968 | Wilt Chamberlain*      | C    | Philadelphia 76ers              | 82      | 702    | 8,56  | [ 33 ] [ 34 ] |
| 1968-1969 | Oscar Robertson* (6)   | P/G  | Cincinnati Royals               | 79      | 772    | 9,77  | [ 24 ] [ 35 ] |
| 1969-1970 | Lenny Wilkens*         | P    | Seattle SuperSonics             | 75      | 683    | 9,11  | [ 36 ] [ 37 ] |
| 1970-1971 | Norm Van Lier          | P    | Cincinnati Royals               | 82      | 832    | 10,15 | [ 38 ] [ 39 ] |
| 1971-1972 | Jerry West*            | P/G  | Los Angeles Lakers              | 77      | 747    | 9,70  | [ 41 ] [ 42 ] |
| 1972-1973 | Nate Archibald*        | P    | Kansas City-Omaha Kings         | 80      | 910    | 11,38 | [ 43 ] [ 44 ] |
| 1973-1974 | Ernie DiGregorio       | P    | Buffalo Braves                  | 81      | 663    | 8,19  | [ 45 ] [ 46 ] |
| 1974-1975 | Kevin Porter           | P    | Washington Bullets              | 81      | 650    | 8,02  | [ 47 ] [ 48 ] |
| 1975-1976 | Slick Watts            | P    | Seattle SuperSonics             | 82      | 661    | 8,06  | [ 49 ] [ 50 ] |
| 1976-1977 | Don Buse               | P    | Indiana Pacers                  | 81      | 685    | 8,46  | [ 51 ] [ 52 ] |
| 1977-1978 | Kevin Porter (2)       | P    | Detroit Pistons New Jersey Nets | 82      | 837    | 10,21 | [ 48 ] [ 53 ] |
| 1978-1979 | Kevin Porter (3)       | P    | Detroit Pistons                 | 82      | 1099   | 13,40 | [ 48 ] [ 54 ] |
| 1979-1980 | Micheal Ray Richardson | P/G  | New York Knicks                 | 82      | 835    | 10,15 | [ 55 ] [ 56 ] |
| 1980-1981 | Kevin Porter (4)       | P    | Washington Bullets              | 81      | 734    | 9,06  | [ 48 ] [ 57 ] |
| 1981-1982 | Johnny Moore           | P    | San Antonio Spurs               | 79      | 762    | 9,65  | [ 58 ] [ 59 ] |
| 1982-1983 | Magic Johnson*         | P    | Los Angeles Lakers              | 79      | 829    | 10,49 | [ 60 ] [ 61 ] |
| 1983-1984 | Magic Johnson* (2)     | P    | Los Angeles Lakers              | 67      | 875    | 13,06 | [ 61 ] [ 63 ] |
| 1984-1985 | Isiah Thomas*          | P    | Detroit Pistons                 | 81      | 1123   | 13,86 | [ 64 ] [ 65 ] |
| 1985-1986 | Magic Johnson* (3)     | P    | Los Angeles Lakers              | 72      | 907    | 12,60 | [ 61 ] [ 66 ] |
| 1986-1987 | Magic Johnson* (4)     | P    | Los Angeles Lakers              | 80      | 977    | 12,21 | [ 61 ] [ 67 ] |
| 1987-1988 | John Stockton*         | P    | Utah Jazz                       | 82      | 1128   | 13,76 | [ 68 ] [ 69 ] |
| 1988-1989 | John Stockton* (2)     | P    | Utah Jazz                       | 82      | 1118   | 13,63 | [ 69 ] [ 70 ] |
| 1989-1990 | John Stockton* (3)     | P    | Utah Jazz                       | 78      | 1134   | 14,54 | [ 69 ] [ 72 ] |
| 1990-1991 | John Stockton* (4)     | P    | Utah Jazz                       | 82      | 1164   | 14,20 | [ 69 ] [ 74 ] |
| 1991-1992 | John Stockton* (5)     | P    | Utah Jazz                       | 82      | 1126   | 13,73 | [ 69 ]        |
| 1992-1993 | John Stockton* (6)     | P    | Utah Jazz                       | 82      | 987    | 12,04 | [ 69 ] [ 75 ] |
| 1993-1994 | John Stockton* (7)     | P    | Utah Jazz                       | 82      | 1031   | 12,57 | [ 69 ] [ 76 ] |
| 1994-1995 | John Stockton* (8)     | P    | Utah Jazz                       | 82      | 1011   | 12,33 | [ 69 ] [ 77 ] |
| 1995-1996 | John Stockton* (9)     | P    | Utah Jazz                       | 82      | 916    | 11,17 | [ 69 ] [ 78 ] |
| 1996-1997 | Mark Jackson           | P    | Denver Nuggets Indiana Pacers   | 82      | 935    | 11,40 | [ 79 ] [ 80 ] |
| 1997-1998 | Rod Strickland         | P    | Washington Wizards              | 76      | 801    | 10,54 | [ 81 ] [ 82 ] |
| 1998-1999 | Jason Kidd*            | P    | Phoenix Suns                    | 50      | 539    | 10,78 | [ 84 ] [ 85 ] |
| 1999-2000 | Jason Kidd* (2)        | P    | Phoenix Suns                    | 67      | 678    | 10,12 | [ 85 ] [ 87 ] |
| 2000-2001 | Jason Kidd* (3)        | P    | Phoenix Suns                    | 77      | 753    | 9,78  | [ 85 ] [ 88 ] |
| 2001-2002 | Andre Miller           | P    | Cleveland Cavaliers             | 81      | 882    | 10,89 | [ 89 ] [ 90 ] |
| 2002-2003 | Jason Kidd* (4)        | P    | New Jersey Nets                 | 80      | 711    | 8,89  | [ 85 ] [ 91 ] |
| 2003-2004 | Jason Kidd* (5)        | P    | New Jersey Nets                 | 67      | 618    | 9,22  | [ 85 ] [ 93 ] |
| 2004-2005 | Steve Nash*            | P    | Phoenix Suns                    | 75      | 861    | 11,48 | [ 94 ] [ 95 ] |
| 2005-2006 | Steve Nash* (2)        | P    | Phoenix Suns                    | 79      | 826    | 10,46 | [ 95 ] [ 96 ] |
| 2006-2007 | Steve Nash* (3)        | P    | Phoenix Suns                    | 76      | 884    | 11,63 | [ 95 ] [ 97 ] |
| 2007-2008 | Chris Paul             | P    | New Orleans Hornets             | 80      | 925    | 11,56 | [ 98 ] [ 99 ] |
| 2008-2009 | Chris Paul (2)         | P    | New Orleans Hornets             | 78      | 861    | 11,04 | [ 99 ]        |
| 2009-2010 | Steve Nash* (4)        | P    | Phoenix Suns                    | 81      | 892    | 11,01 | [ 95 ]        |
| 2010-2011 | Steve Nash* (5)        | P    | Phoenix Suns                    | 74      | 845    | 11,42 | [ 95 ]        |
| 2011-2012 | Rajon Rondo            | P    | Boston Celtics                  | 53      | 620    | 11,70 | [ 102 ]       |
| 2012-2013 | Rajon Rondo (2)        | P    | Boston Celtics                  | 38      | 420    | 11,05 | [ 102 ]       |
| 2013-2014 | Chris Paul (3)         | P    | Los Angeles Clippers            | 62      | 663    | 10,69 | [ 99 ]        |
| 2014-2015 | Chris Paul (4)         | P    | Los Angeles Clippers            | 82      | 838    | 10,22 | [ 99 ]        |
| 2015-2016 | Rajon Rondo (3)        | P    | Sacramento Kings                | 72      | 839    | 11,65 | [ 102 ]       |
| 2016-2017 | James Harden           | G    | Houston Rockets                 | 81      | 915    | 11,20 | [ 103 ]       |
| 2017-2018 | Russell Westbrook      | P    | Oklahoma City Thunder           | 80      | 820    | 10,25 | [ 104 ]       |
| 2018-2019 | Russell Westbrook (2)  | P    | Oklahoma City Thunder           | 73      | 784    | 10,74 | [ 104 ]       |
| 2019-2020 | LeBron James           | A    | Los Angeles Lakers              | 67      | 684    | 10,21 | [ 105 ]       |
| 2020-2021 | Russell Westbrook (3)  | P    | Washington Wizards              | 65      | 763    | 11,74 | [ 106 ]       |
| 2021-2022 | Chris Paul (5)         | P    | Phoenix Suns                    | 65      | 702    | 10,80 | [ 99 ]        |
| 2022-2023 | James Harden (2)       | G    | Philadelphia 76ers              | 58      | 618    | 10,66 | [ 103 ]       |
| 2023-2024 | Tyrese Haliburton      | P    | Indiana Pacers                  | 69      | 752    | 10,90 | [ 107 ]       |
| 2024-2025 | Trae Young             | P    | Atlanta Hawks                   | 76      | 880    | 11,58 | [ 108 ]       |

## Statistiche
John Stockton detiene i record per il maggior numero totale di assist (1164) e media-assist (14,54) in una stagione, oltre al maggior numero di titoli di miglior passatore, 9 (consecutivi, anch'esso primato finora imbattuto). Mark Jackson detiene i record di assist totali e miglior media per un rookie (868 e 10.6 APG), nella stagione 1987-1988. Tra i giocatori in attività il miglior totale assist è di Chris Paul (12499) nel 2025.

### Accoppiate

#### Assist-leader e Anello
Quattro giocatori hanno vinto il titolo di assistman e le Finali NBA nella stessa stagione:
- Bob Cousy (1957, 1959 e 1960) con i Boston Celtics
- Jerry West nel 1972 coi Los Angeles Lakers
- Magic Johnson nel 1987 coi Los Angeles Lakers.[N 1]
- LeBron James nel 2020 coi Los Angeles Lakers, anch'esso aggiudicandosi l'MVP delle finals.

1. ↑  Johnson al termine delle finali si aggiudicò anche il titolo di miglior giocatore della serie, il quale fu introdotto nel 1969, successivamente alla vittoria di Cousy.

#### Assist-leader e MVP stagionale
L'accoppiata miglior passatore - MVP dell'anno è stata realizzata da:
- Bob Cousy (1956-1957) coi Boston Celtics
- Oscar Robertson (1963-1964) coi Cincinnati Royals
- Magic Johnson (1986-1987) coi Los Angeles Lakers
- Steve Nash (2004-2005 e 2005-2006) coi Phoenix Suns

#### Miglior marcatore e miglior passatore
Nate Archibald, dei Kansas City-Omaha Kings, è stato, ad oggi, l'unico giocatore NBA a concludere la stagione regolare (quella 1972-1973) conducendo la Lega sia negli assist sia nei punti.

#### Leader in palle rubate e assist
Da quando le palle rubate sono conteggiate nella NBA (stagione 1973-1974) i seguenti giocatori hanno condotto la lega in questa statistica e negli assist:
- Slick Watts (1975-1976)
- Don Buse (1976-1977)
- Micheal Ray Richardson (1979-1980)
- John Stockton (1988-1989, 1991-92)
- Chris Paul (2007-2008, 2008-2009, 2013-2014)

### Plurivincitori
| Titoli vinti | Nome              |
| ------------ | ----------------- |
| 9            | John Stockton     |
| 8            | Bob Cousy         |
| 6            | Oscar Robertson   |
| 5            | Jason Kidd        |
| 5            | Steve Nash        |
| 5            | Chris Paul        |
| 4            | Kevin Porter      |
| 4            | Magic Johnson     |
| 3            | Rajon Rondo       |
| 3            | Russell Westbrook |
| 2            | Andy Phillip      |
| 2            | Guy Rodgers       |
| 2            | James Harden      |